# مجسة (شوي بانة)
مجسة (بالفارسية: مجسه) هي قرية تقع في إيران في البلدة المركزية. يقدر عدد سكانها بـ 112 نسمة بحسب إحصاء 2016.